# Phaeochroops peninsularis
Phaeochroops peninsularis är en skalbaggsart som beskrevs av Gilbert John Arrow 1909. Phaeochroops peninsularis ingår i släktet Phaeochroops och familjen Hybosoridae. Inga underarter finns listade i Catalogue of Life.